# Opomyza nigrimana
Opomyza nigrimana är en tvåvingeart som först beskrevs av Johann Wilhelm Meigen 1830.  Opomyza nigrimana ingår i släktet Opomyza och familjen myllflugor. Inga underarter finns listade i Catalogue of Life.